# ダイオーズ
株式会社ダイオーズ (Daiohs Corporation)は、東京都千代田区丸の内に本社を置き、各種オフィスサービス事業を行う日本の企業。後述の通り純粋持株会社である。
国内事業は株式会社ダイオーズジャパンが運営している。

## 沿革
沿革 (株)ダイオーズに基づく。
- 1969年 (昭和44年) - 東京都台東区浅草にて、有限会社米屋おおくぼとして創業。
- 1976年 (昭和51年) - 株式会社ダイオーに社名変更[2]。
- 1988年 (昭和63年) - 本社を浅草から港区田町駅前に移転。米国カリフォルニア州にダイオーズUSA設立。
- 1996年 (平成8年) - 株式を店頭公開。
- 1998年 (平成10年) - 本社を世界貿易センタービル (港区浜松町)へ移転
- 1999年 (平成11年) - 創業30周年を迎え、CIをリニューアル。台湾法人設立、福岡工場稼働。
- 2000年 (平成12年) - 株式会社ダイオーズを純粋持株会社化、株式会社ダイオーズサービシーズおよびDaiohs U.S.A.,Incの各事業会社を統括、ピュアウォーターサービス事業およびオリジナルブランドによるクリーンケアサービス事業を開始、大阪工場稼働。
- 2002年 (平成14年) - 横浜ゴムよりオフィス向け飲料事業を買収。
- 2004年 (平成16年) - 上海法人設立。
- 2005年 (平成17年) - 韓国法人設立、 東京証券取引所 (東証)2部上場。
- 2007年 (平成19年) - 東証1部に指定替え。
- 2010年 (平成22年) - 北京・香港各法人設立、札幌工場稼働。
- 2014年 (平成26年) - マレーシア・シンガポール各法人設立。
- 2016年 (平成28年) - 株式会社ダイオーズサービシーズ、商号を現在の「株式会社ダイオーズ ジャパン」に変更。
- 2019年 (令和元年) - 米国法人がカナダに進出。
- 2020年 (令和2年) - 本社を千代田区丸の内に移転。
- 2022年 (令和4年) - マネジメント・バイアウトの一環として、インテグラル傘下の株式会社ボイジャーが株式公開買付けを行い46.34%の株式を取得[3]。
- 2023年 (令和5年) - 東証プライム市場上場廃止。株式併合により株主が株式会社ボイジャー、株式会社ダイオーエンタープライズ及び大久保真一のみとなる[4]。

## 工場
工場紹介 (株)ダイオーズより
- ダイオーズ東京PDセンター (千葉県八千代市)
コーヒーの自社焙煎から物流までを担う。ISO9001:2015 を取得。
- PW首都圏第2工場 (東京都大田区)
ピュアウォーターの製造を担う。食品安全マネジメントシステムの国際規格である ISO22000:2005 を取得。
- 環境第1工場（福島県いわき市）
当社の祖業であるクリーンケア事業において、マットやモップなどのクリーニングを自社で行うための工場。最新の設備により、洗濯→乾燥→物流までが一括で行われる。

## 社用車
- トヨタ自動車
  - タウンエース・ハイエースなど
- 日産自動車
  - キャラバン・バネット (NV200含む)
- マツダ
  - ボンゴ
- SUZUKI
  - エブリイ
- ダイハツ工業
  - ハイゼット
- いすゞ自動車
  - エルフ